# Bartosz Białek
Bartosz Białek, né le 11 novembre 2001 à Brzeg en Pologne, est un footballeur polonais qui joue au poste d'avant centre au Darmstadt 98.

## Biographie

### Carrière en club

#### Zagłębie Lubin
Né à Brzeg en Pologne, Bartosz Białek est formé par le Zagłębie Lubin. Lors de l'été 2019, il est intégré à l'équipe première du club. Il joue son premier match en professionnel le 10 novembre 2019, la veille de son 18e anniversaire, face au Raków Częstochowa, en championnat. Il est titularisé ce jour-là, et se fait remarquer en inscrivant également son premier but en professionnel, après avoir délivré une passe décisive. Son équipe fait toutefois match nul (2-2).

#### VfL Wolfsburg
Le 19 août 2020, il est recruté par le club allemand du VfL Wolfsburg. Le 12 septembre 2020, il joue son premier match sous ses nouvelles couleurs, lors d'une rencontre de coupe d'Allemagne face au FSV Union Fürstenwalde (en). Il entre en jeu à la place d'Admir Mehmedi, lors de ce match remporté par quatre buts à un par son équipe. Le 1er novembre 2020, il fait sa première apparition en Bundesliga, sur la pelouse du Hertha Berlin (1-1). En avril 2021, Bartosz Białek est victime d'une rupture du ligament croisé du genou gauche lors d'un entraînement avec Wolfsburg, mettant fin à sa saison. Son absence est estimée à plusieurs mois,.
En novembre 2021, Białek fait son retour à l'entraînement après des mois d'absence en raison de sa grave blessure.

#### Prêts
Le 29 août 2022, Bartosz Białek est prêté par le VfL Wolfsburg au Vitesse Arnhem pour une saison,.
Le 12 juillet 2023, Bartosz Białek rejoint la Belgique afin de s'engager en faveur du KAS Eupen. Il arrive sous la forme d'un prêt d'une saison.

### Carrière en sélection
Avec les moins de 19 ans, il inscrit trois buts lors de l'année 2019. Il marque ainsi contre la Géorgie, l'Angleterre, et le Kosovo.
Bartosz Białek est sélectionné pour la première fois avec l'équipe de Pologne espoirs le 4 septembre 2020, contre l'Estonie. Il entre en jeu à la place de Jakub Kamiński lors de cette rencontre remportée largement par son équipe sur le score de six buts à zéro. Le 17 novembre de la même année, il est titularisé pour la première fois avec les espoirs contre la Lettonie. Ce jour-là, il en profite également pour marquer son premier but avec cette sélection, ouvrant le score avant que les jeunes polonais ne s'imposent finalement par trois buts à un.

### Style de jeu
Bartosz Białek est un pur avant-centre. Il est décrit comme étant un attaquant efficace dans la finition mais qui sait également bien tenir et distribuer le ballon. Il est notamment comparé à son compatriote Robert Lewandowski,.